# Profan
Profan (av latin profanus, oinvigd, ohelig) är motsats till begreppet helig, sakral, det vill säga världslig, utan religiöst eller kyrkligt syfte. Profan var ursprungligen det land som låg utanför ett tempelområde (pro, utanför och fanum, helgedom). Att profanera är att vanhelga.  
Profan musik (engelska secular music) står i motsatsställning till kyrklig sakral musik.
I arkitekturen avses med profanbyggnad en icke sakral- eller kyrkobyggnad.